# 五味五色
五味五色（ごみごしょく）とは、陰陽五行説に由来する五味と五色の概念を合わせた料理用語である。しばしば、「五味五色五法」「五味五感五色五法」などと、他の概念も組み合わせた表現をなされることがある。

## 説明
詳細は「五味」と「五色」を参照
五味は、「甘い」「塩辛い」「酸っぱい」「苦い」「辛い」からなる五つの味を指す料理用語である。
五色は、「青」「赤」「白」「黒」「黄」の五つの色を表す料理用語で、素材の色を組み合わせて盛り付け時に鮮やかな色を演出するために用いられる。

## 各国での五味五色
色や味を大切にする日本料理でもこの原則は大切な概念に分類されている。

### 中国
- 五味五色は、中国の漢方の陰陽五行説に由来する言葉で、食材の味と色に対して、それぞれ力を与えるとする臓器を割り当てたものとなっている[1][7]。この考えの元では、「緑」「酸っぱい」は肝臓、「赤」「苦い」は心臓、「黄」「甘い」は脾臓、「白」「辛い」は肺、「黒」「塩辛い」は腎臓を養うとされている[7]。
- 中国では、この考えに基づいて、食欲がない児童には脾臓と対応する甘い・黄色の食べ物を与えたり、風邪を引きやすい児童には肺と対応する白い・辛い食べ物を与える風習がある[7]。
- また、中国料理の薬膳は、五味五色にあたる料理の一例として考えられている[8]。

### 日本
- 日本では、中国の陰陽五行説に端を発する五味五色の考え方に、日本古来の風土が混ざり合って、日本独自の五味五色が形成されたと考えられている[8]。
- 日本で開催されている和食ワールドチャレンジという大会では、五味五色の「辛み」の代わりに「旨み」を付け加えた五味五色をテーマとしたものが開かれている[9]。
- 和食では、調味料の「料理のさしすせそ」に含まれる「砂糖」「塩」「酢」「醤油」「味噌」の5種が五味にあたり、清潔感を表す「白」、引き締めを表す「黒」、食欲増進を促す「黄」「赤」、安心感を表す「青」の五色があたる[10]。和食ではこれらの要素をバランスよく取り入れ、「五味五色」を尊重している[10]。
- 「焼肉きんぐ」などの飲食店を展開する物語コーポレーションでは、「五味五色」をイメージしたポスターを貼り、食事バランスを提示している[11]。
- 日本の「本町肉倶楽部tongue be」では朝鮮料理における栄養の取り方「五味五色」の考え方を取り入れている[12]。
- 日本のおせち料理は、五味五色を取り入れた料理の一例として考えられている[13]。
- 2013年には五味五色を題材としたパンウェイによる書籍『げんきときれいをつくる五味五色』が出版されている[14]。

### 韓国
- 韓国では、五味五色の基礎を作り上げたのは李朝時代の宮廷料理とされており、五味五色を取り入れた有名な料理例として「九節板」があげられる[13][15]。
- 韓国では、青を表す緑野菜、赤を表す唐辛子、黄色を表す卵黄、白を表す卵白、黒を表す海苔をバランスよく用いて五味で調理した「ナムル」や「ビビンバ」などの料理や、「キムチ」のように一品で五味五色を表した料理にこの傾向が見られる[15]。